# Grosse Île (îles de la Madeleine)
Pour les articles homonymes, voir Grosse-Île.
La Grosse Île est une île des îles de la Madeleine située au nord de l'archipel. Il est situé dans la municipalité de la Grosse-Île.

## Toponymie
L'île est toponyme descriptif qui réfèrent au relief élevé de l'île par rapport aux autres.